# Van Hoorne Studios
Van Hoorne Studios (voorheen: Van Hoorne Entertainment B.V.), is een Nederlands multinationaal en multimediaal amusements- en theaterproductiebedrijf uit Molenaarsgraaf (Zuid-Holland). Het bedrijf richt zich voornamelijk op kinder- en familieamusement.
Van Hoorne Studios werd in 2003 opgericht door Michael van Hoorne; het bedrijf omvat een familievakantiepark (Familie Resort Molenwaard in Ottoland) en Avonturenboerderij Molenwaard in Groot-Ammers, beide in de gemeente Molenlanden. De organisatie beschikt over eigen film- en tv-studio’s en is eigenaar van de kindermerken Fien & Teun, Mike & Molly, Stip de Pony en Woezel & Pip. Over het Nederlandse boerinnetje en boertje Fien & Teun, een oorspronkelijk merk van het bedrijf, zijn drie speelfilms verschenen. Het bedrijf is ook actief op de buitenlandse theatermarkt. In China werd in 2023 in Wenzhou het eerste Fien & Teun-themapark gerealiseerd.
In 2023 voegde Van Hoorne Studios het kindermediabedrijf Dromenjager aan zijn portfolio toe, alsmede het Duitse amusementsbedrijf Theater auf Tour. Het bedrijf begon vanaf 2011 samenwerkingen onder licentie met uiteenlopende merken als Thomas de stoomlocomotief, Brandweerman Sam, Bob de Bouwer, Peppa Pig  en Dora. Rond deze kinderfiguren worden geregeld theatervoorstellingen gemaakt.

## Geschiedenis
Michael van Hoorne (1983) begon in 2003 het bedrijf Van Hoorne Events, een onderneming in theaterproducties en publieksevenementen in Den Haag. Het eerste jaar resulteerde dat in de familievoorstelling Karel de Kok en de kroon van de koning. Voorstellingen van Karel de Kok waren tot en met 2020 in de Nederlandse theaters te zien.
De eerste, jaarlijks terugkerende sprookjesvoorstelling, inmiddels een vast onderdeel van Van Hoorne Studios, beleefde in 2008 haar première met Roodkapje de Musical. De productie werd genomineerd voor de ANWB Publieksprijs voor Beste kleine musical van 2008/2009. Daarna volgden titels als Hans en Grietje, De gelaarsde kat, Sneeuwwitje, Rapunzel en De kleine zeemeermin. Belle en het Beest won in 2022 de Musical Award voor de Beste familiemusical dat jaar. In 2023 sleepte Assepoester eveneens de Musical Award voor Beste familiemusical in de wacht.
Behalve familiemusicals werd in 2011 ook een volwassenenmusical uitgebracht, 1953, die de Watersnoodramp Nederland in 1953 tot onderwerp had. Door gebrek aan publieke belangstelling moest de productie voortijdig stoppen. In 2024 brengt Van Hoorne Studios met Shrek zijn tweede avondvullende musical naar het theater.
In 2011 begon het bedrijf samenwerkingen onder licentie met Thomas de Stoomlocomotief, Brandweerman Sam, Bob de Bouwer, Kikker en Dora. Dat resulteerde in diverse theatershows. In 2015 zette Van Hoorne Studios de stap naar theatervoorstellingen in het buitenland. 
In 2014 verscheen de eerste serie van Fien & Teun op televisie. Sindsdien zijn er drie speelfilms verschenen rond het boerinnetje en boertje in quasi-klederdracht. In 2017 werd het eerste boek met Fien & Teun - Een eigen moestuin uitgegeven, het begin van een reeks boeken rond Fien & Teun. De twee schaapjes Mike & Molly en Stip de Pony, die figureren in de wereld van Fien & Teun, zijn inmiddels ook in boekvorm uitgebracht. In 2017 vond de première plaats van de theatervoorstelling Fien & Teun op de boerderij. Sindsdien zijn er drie theaterproducties met Fien & Teun in de hoofdrol uitgebracht. 
In 2018 werd Avonturenboerderij Molenwaard in de gemeente Molenlanden geopend. In 2021 werd Familie Resort Molenwaard, gemeente Molenlanden geopend. In 2022 werd de tweede fase van dit vakantiepark opgeleverd. In 2023 verdwenen de karakters Titus & Fien uit het assortiment.
In 2024 werd bekend dat Van Hoorne Studios Vakantiepark Familyland in Hoogerheide heeft aangekocht. Het gethematiseerde park gaat Familie Resort & Avonturenpark de Tovertuin heten, is gewijd aan Woezel & Pip en bestemd voor kinderen tot tien jaar.

## Bedrijfsonderdelen
Van Hoorne Studios is het moederbedrijf van een aantal divisies, met name in de toeristische sector.
Avonturenboerderij Molenwaard in Groot-Ammers (gemeente Molenlanden) werd geopend in 2019. Het is tevens het thuishonk van het het boerinnetje en boertje Fien & Teun en biedt elk seizoen een eigen thema.
Familie Resort Molenwaard, voorheen Vakantiepark Molenwaard, is een familievakantiepark dat in 2021 openging. Het telt 160 gethematiseerde accommodaties.
De Van Hoorne Shop is de bedrijfstak waar Van Hoorne Studios haar merchandising heeft ondergebracht. Op deze webshop zijn artikelen van eigen merken terug te vinden. Vanuit deze taak zijn er samenwerkingen tot stand gekomen met onder meer Intratuin, Boerenbond en Boon Supermarkten.

## Televisie, film, sociale media en muziek
In 2014 begon het toenmalige Van Hoorne Entertainment een samenwerking met RTL Telekids. Lange tijd waren Fien & Teun elke ochtend op RTL4 te zien met Fien & Teun TV.
Van Fien & Teun verschenen drie speelfilms: Fien & Teun het grote dierenfeest (2021), Fien & Teun gaan kamperen (2023) en Fien & Teun: Circus op de boerderij (2024).

## Educatie en filantropie
In samenwerking met Spacebuzz verzorgde Van Hoorne Studios in 2020 voor de eerste keer een tournee langs scholen in het kader van een educatieprogramma, waarbij de Spacebuzz, een vijftien meter lang raketvoertuig, wordt getoond. Het programma draait om ruimtevaart, het beroep van astronaut en de planeet Aarde. 
In 2013 richtte het toenmalige Van Hoorne Entertainment de Stichting Lach voor een dag op. Ernstig zieke kinderen en hun familie kunnen een voorstelling van Van Hoorne Studios bijwonen of krijgen een dag op een van de parken aangeboden.

## Theatershows en musicals

### 2003-2004
- Karel de Kok en de kroon van de Koning

### 2005-2006
- Karel de Kok en de gestolen schatkist
- Karel de Kok en het bezoek van Sinterklaas

### 2006-2007
- Prins & Ploes de musical
- Karel de Kok en het rare receptenboek
- Karel de Kok Zomerliedjesshow

### 2007-2008
- Karel de Kok en de droom van de koning
- Karel de Kok en het boek van Sinterklaas
- Weet je nog wel…?
- Prins & Ploes de musical II – De boerderij op de schop
- De Grote Prins & Ploes Kerstshow

### 2008-2009
- Roodkapje de Musical
- Karel de Kok en de mijter van Sinterklaas

### 2009-2010
- Hans & Grietje de Musical
- Woezel & Pip – Spelen in de Tovertuin
- Karel de Kok en de gouden staf van Sinterklaas

### 2010-2011
- 1953 de musical
- De Gelaarsde Kat de Musical

### 2011-2012
- Thomas de Stoomlocomotief – Thomas en de Schat
- Klein Duimpje de Musical
- Karel de Kok en het geheim van Sinterklaas

### 2012-2013
- Woezel & Pip ‘Alles is Fijn!’
- Thomas de Stoomlocomotief – Thomas en de Schat (reprise)
- Karel de Kok en het schilderij voor Sinterklaas

### 2013-2014
- Assepoester de Musical
- Bob de Bouwer Theater Tour
- Karel de Kok en de verdwenen kluissleutel

### 2014-2015
- Sneeuwwitje de Musical
- Dora Live! Dora’s Piratenavontuur
- Brandweerman Sam Live! – Piekepolder op Stelten
- Woezel & Pip – Overal vriendjes!
- Karel de Kok en de verjaardag van Sinterklaas

### 2015-2016
- Rapunzel de Musical
- Wonder school LIVE
- Suske en Wiske en de Circusbaron
- Thomas de Stoomlocomotief – Thomas en het Circus
- Woezel & Pip – Overal vriendjes! (reprise)
- Karel de kok en de gouden staf van Sinterklaas
- Brandweerman Sam Live! – Piekepolder op Stelten (reprise)

### 2016-2017
- Brandweerman Sam Live – Sam redt het Circus
- Peppa Pig Live! – De Grote Plons!
- Roodkapje de Musical
- Woezel & Pip – Op zoek naar de Sloddervos!
- Karel de Kok en het cadeau voor sinterklaas
- Wonder School LIVE (reprise)

### 2017-2018
- Hans & Grietje de Musical
- Fien & Teun – Feest op de boerderij
- Lang geleden…
- Brandweerman Sam Live – Sam redt het Circus (reprise)
- Pipo en de Piratenprinses
- Peppa Pig
- Woezel & Pip – Op zoek naar de Sloddervos! (reprise)
- Karel de Kok en het cadeau voor Sinterklaas

### 2018-2019
- De Kleine Zeemeermin de Musical
- Masha en de Beer Live!
- Pipo en de Piratenprinses (reprise)
- Woezel & Pip en de Tijdmachine
- Karel de Kok en de verjaardag van Sinterklaas
- Peppa Pig Live! Verrassingsfeest
- PAW Patrol Live! De Grote Race

### 2019-2020
- Doornroosje de Musical
- Sesamstraat Live!
- Brandweerman Sam Live! – Het Grote Kampeeravontuur
- Woezel & Pip en de Tijdmachine
- Peppa Pig Live! Verrassingsfeest (reprise)
- Karel de Kok en de pakjeskluis van Sinterklaas
- Sint on ice

### 2020-2021
- Belle en het Beest de Musical
- Peppa Pig Live! Schoolreisje naar het Strand
- Brandweerman Sam Live! De Verloren Piratenschat
- Titus & Fien Zomershow 2021 (eerste eigen show van Titus & Fien)

### 2021-2022
- Belle en het Beest de Musical

Sita Vermeulen, Bettina Holwerda, Kick Spijkerman, Michael van Hoorne, Esther van Santen.
- Brandweerman Sam Live! De Verloren Piratenschat (reprise)
- Woezel & Pip Sing-a-Long
- Peppa Pig Live! Schoolreisje naar het Strand (reprise)
- PAW Patrol Live! De Grote Race
- Titus & Fien Zomershow 2022
- Fien & Teun – Het Sinterklaasfeest

### 2022-2023
- Assepoester de Musical (zelfde muziek, grotendeels ander script dan in 2013-14)
- Brandweerman Sam Live! – De Verloren Piratenschat (reprise)
- Fien & Teun – Het Sinterklaasfeest
- Kikker is verliefd
- PAW Patrol Live! De Grote Race
- Titus & Fien Winterrevue
- Peppa Pig Live! Schoolreisje naar het Strand (reprise)
- Woezel & Pip Sing-a-Long (reprise)

### 2023-2024
- Rapunzel de Musical
- Peppa Pig Live! – Peppa op Avontuur
- Fien & Teun – Het Sinterklaasfeest
- Fien & Teun de Musical – Bonte avond op de boerderij
- Titus & Fien Winterrevue de Finale

### Tabel
| Show                                       | Periode                                  | Opmerkingen                                                                                             |
| ------------------------------------------ | ---------------------------------------- | --- |
| Karel de Kok-musicalreeks                  | 2003 tot heden (verschillende delen)     | |
| Prins & Ploes-musicalreeks                 | 2005 t/m 2009                            | |
| Sinterklaasmusicalreeks (met Karel de Kok) | 2006 t/m heden (elk jaar een nieuw deel) | |
| De bonte dinsdagavondtrein                 | 2008 t/m 2011 (verschillende delen)      | Met onder anderen Chiel van Praag en Michael van Hoorne                                                 |
| Roodkapje                                  | september 2008 t/m september 2009        | Met onder anderen Maud Mulder                                                                           |
| Hans & Grietje                             | oktober 2009 t/m mei 2011                | Met onder anderen Linda Wagenmakers                                                                     |
| De gelaarsde kat                           | september 2010 t/m mei 2011              | Met onder anderen Maud Mulder, Geert Hoes                                                               |
| 1953                                       | januari 2011 t/m mei 2011                | Met onder anderen Ben Cramer, Filip Bolluyt, Joke de Kruijf, Marleen van der Loo en Marcel Smid         |
| Klein Duimpje                              | september 2011 t/m mei 2012              | Met onder anderen Sita Vermeulen, Geert Hoes                                                            |
| Thomas de stoomlocomotief en het circus    | september 2011 t/m mei 2012              | Met onder anderen Peter Lusse, Maud Mulder                                                              |
| Het Grote Sinterview                       | november en december 2011                | Met Jochem van Gelder en Sinterklaas                                                                    |
| Doornroosje                                | september 2012 t/m mei 2013              | Met onder anderen Maud Mulder                                                                           |
| Thomas de stoomlocomotief en de schat      | september 2012 t/m mei 2013              | Met onder anderen Peter Lusse                                                                           |
| Woezel en Pip: Alles is fijn!              | februari 2013 t/m juni 2013              | Met Koen Iking, Jacqueline Goedmakers, Gijs Geers en Bettina Holwerda                                   |
| Assepoester                                | oktober 2013 t/m mei 2014                | Met onder anderen Sita Vermeulen en Ron Link                                                            |
| Woezel en Pip: Alles is fijn! (reprise)    | september 2013 t/m februari 2014         | Met Koen Iking, Jacqueline Goedmakers, Gijs Geers en Bettina Holwerda                                   |
| Bob de Bouwer Live                         | augustus 2014 t/m december 2014          | Met onder anderen Aron Bruisten, Joris Gootjes en Sanne Selbek                                          |
| Sneeuwwitje                                | oktober 2014 t/m mei 2015                | Met onder anderen Maud Mulder                                                                           |
| Brandweerman Sam: Piekepolder op stelten   | december 2014 t/m mei 2015               | Met onder anderen Sanne Selbeck, Marisa van der Meer en Marjolein Pover                                 |
| Woezel en Pip: Overal vriendjes!           | oktober 2014 t/m mei 2015                | Met Koen Iking, Jacqueline Goedmakers, Gijs Geers, Charlotte de Vries, Bo van Vliet en Bettina Holwerda |
| Titus en Fien: Het Doldwaze Tovenaarsduo   | 2014 - 2022                              | Met onder anderen Michael van Hoorne, Esther van Santen, Van Hoorne Entertainment                       |

## Televisie
| Serie       | Opnamejaar         | Cast | Eerste uitzending |
| ----------- | ------------------ | --- | ----------------- |
| Fien & Teun | S01 2014, S02 2014 | S01 en S02 Aron Bruisten en Marisa van der Meer                                                            | Mei 2014          |
| Jul & Julia | S01 2014, S02 2014 | S01 en S02 Aron Bruisten, Robbert van Unnik, Koen Iking, Sanne Selbeck, Marjolein Pover en Sandra Dijkstra | April 2015        |

## Nominaties en prijzen
| Productie                | Nominatie                                                                   | Jaar | Gewonnen |
| ------------------------ | --------------------------------------------------------------------------- | ---- | -------- |
| Roodkapje                | ANWB Publieksprijs                                                          | 2009 | Nee      |
| 1953                     | Beste vrouwelijke hoofdrol (kleine musical) Marleen van Loo, Joke de Kruijf | 2011 | Nee      |
| 1953                     | Beste mannelijke hoofdrol (kleine musical) Marcel Smid                      | 2011 | Nee      |
| Het Grote Sinterview     | De Gouden Pepernoot                                                         | 2012 | Ja       |
| Van Hoorne Entertainment | Merwestroom Business Award (Rabobank)                                       | 2013 | Ja       |
| Belle en het Beest       | Musical Award Leukstetickets.nl publieksprijs                               | 2022 | Ja       |
| Assepoester              | Eventim Publieksprijs beste familiemusical                                  | 2023 | Ja       |
| Rapunzel                 | Eventim Publieksprijs beste familiemusical                                  | 2024 | Nee      |